# Ludwig Kögl
Ludwig „Wiggerl“ Kögl (* 7. März 1966 in Penzberg) ist ein ehemaliger deutscher Fußballspieler. Der Mittelfeldspieler wurde mit dem FC Bayern München und dem VfB Stuttgart in den 1980er und 1990er Jahren sechsmal Deutscher Meister. In der Nationalmannschaft wurde er in zwei Spielen eingesetzt.

## Sportliche Laufbahn

### Vereinskarriere
Vom sechsten bis 16. Lebensjahr war Ludwig Kögl bei seinem Heimatverein FC Penzberg als Fußballer aktiv, bevor er über die SpVgg Starnberg zur A-Jugend des TSV 1860 München wechselte. Bei den Münchner Löwen blieb Kögl nur ein Jahr lang, kam aber bereits im Erwachsenenbereich zum Einsatz. Bis Sommer 1984 absolvierte er zwölf Spiele in der damals drittklassigen Bayernliga und schoss dabei zwei Tore. Auf den talentierten Mittelfeldspieler war auch der Lokalrivale FC Bayern München aufmerksam geworden und Manager Uli Hoeneß verpflichtete Kögl im Sommer 1984.
Sein Bundesliga-Debüt gab Kögl am 25. August 1984 (1. Spieltag) beim 3:1-Auswärts-Erfolg über Arminia Bielefeld, als er in der 61. Minute für Michael Rummenigge eingewechselt wurde. Seinen ersten Treffer erzielte er am 21. Mai 1985 (32. Spieltag), als der FC Bayern München beim Karlsruher SC mit 4:0 gewann. Des Weiteren kam er zu sechs nationalen und 33 internationalen Pokal-Spielen (5 Tore); der Sieg im Finale des Europapokals der Landesmeister 1987 blieb ihm und seinen Mitspielern durch die 1:2-Niederlage im Wiener Praterstadion gegen den FC Porto verwehrt. Seinen Führungstreffer per Kopf glich der Algerier Rabah Madjer durch einen sehenswerten Hackentreffer aus, ehe Juary Filho der Siegtreffer in der 80. Minute gelang.
In den Jahren 1985, 1986, 1987, 1989 und 1990 gewann er mit den Bayern die deutsche Fußballmeisterschaft und 1986 das DFB-Pokalfinale gegen den VfB Stuttgart mit 5:2. Ein Jahr zuvor hatten die Bayern an gleicher Stelle gegen Bayer 05 Uerdingen mit 1:2 verloren.
Nach dem Wechsel zum VfB Stuttgart 1990 gewann er zwei Jahre später seinen sechsten und letzten Meistertitel; bedingt durch den 2:1-Auswärtssieg über Bayer 04 Leverkusen am letzten Spieltag der Saison 1991/92, zu dem er die Vorlage, die Guido Buchwald vier Minuten vor Spielende nutzte, gab. International war Kögl dreimal für den VfB in der 1. Runde der Champions League aktiv, in der der Verein erst im Entscheidungsspiel gegen Leeds United ausschied. Im DFB-Pokal kam er fünfmal zum Einsatz und erzielte er ein Tor.
Von 1996 bis 1999 spielte Kögl 94 Mal in der Nationalliga A für den FC Luzern, erzielte 13 Tore und war zweimal im Europapokal der Pokalsieger am Ball, in dem die Schweizer in der 1. Runde gegen Slavia Prag ausschieden. Nach der Rückkehr in seine Heimat im Jahr 1999 stand er bis zu seinem Karriereende 2001 zwei Spielzeiten lang beim Münchner Vorortverein und Bundesligisten SpVgg Unterhaching unter Vertrag. Sein letztes von 40 Spielen bestritt Kögl am 15. Dezember 2000 (18. Spieltag) beim 2:0-Heimsieg über Eintracht Frankfurt. Er wurde dabei fünf Minuten vor Spielende für Altin Rraklli eingewechselt.

### Nationalmannschaft
Am 5. Januar 1984 debütierte Kögl in der U-18-Nationalmannschaft, mit der er in Leningrad Frankreich mit 2:0 besiegte. Einen Tag später gelang ihm beim 7:0-Erfolg über Belgien (ebenfalls in Leningrad; beim Granatkin-Gedächtnisturnier) sein erstes Tor im Nationaltrikot. Sein letztes von sechs Spielen in dieser Auswahlmannschaft bestritt er am 10. April 1984 in Kufstein beim 1:0-Sieg über die Auswahl Österreichs.
Für die U-21-Nationalmannschaft spielte er zwischen 1984 und 1987 16 Mal, erstmals am 16. Oktober 1984 in Münster beim 1:0-Sieg über Schweden, letztmals am 2. Dezember 1987 in Sofia bei der 1:2-Niederlage gegen Bulgarien.
Kögls Debüt in der A-Nationalmannschaft fand in Mexiko statt: Am 15. Juni 1985 unterlag man dem Gastgeber in einem Freundschaftsspiel mit 0:2. Sein zweiter Einsatz – am 17. November 1985 in einem WM-Qualifikationsspiel gegen die ČSSR (2:2 in München) – war schon sein letzter.

## Erfolge
- Finalist im Europapokal der Landesmeister 1987 (mit dem FC Bayern München)
- Deutscher Meister 1985, 1986, 1987, 1989, 1990 (mit dem FC Bayern München), 1992  (mit dem VfB Stuttgart)
- DFB-Pokal-Sieger 1986 (mit dem FC Bayern München)
- DFL-Supercup-Sieger 1992  (mit dem VfB Stuttgart)
- Bayerischer Meister 1984 (mit dem TSV 1860 München)

## Weiterer Werdegang
Seit 2001 leitet Ludwig Kögl das Sportmanagementunternehmen Kögl & Partner GmbH mit Sitz in Rothenburg (Kanton Luzern, Schweiz).